# Haage

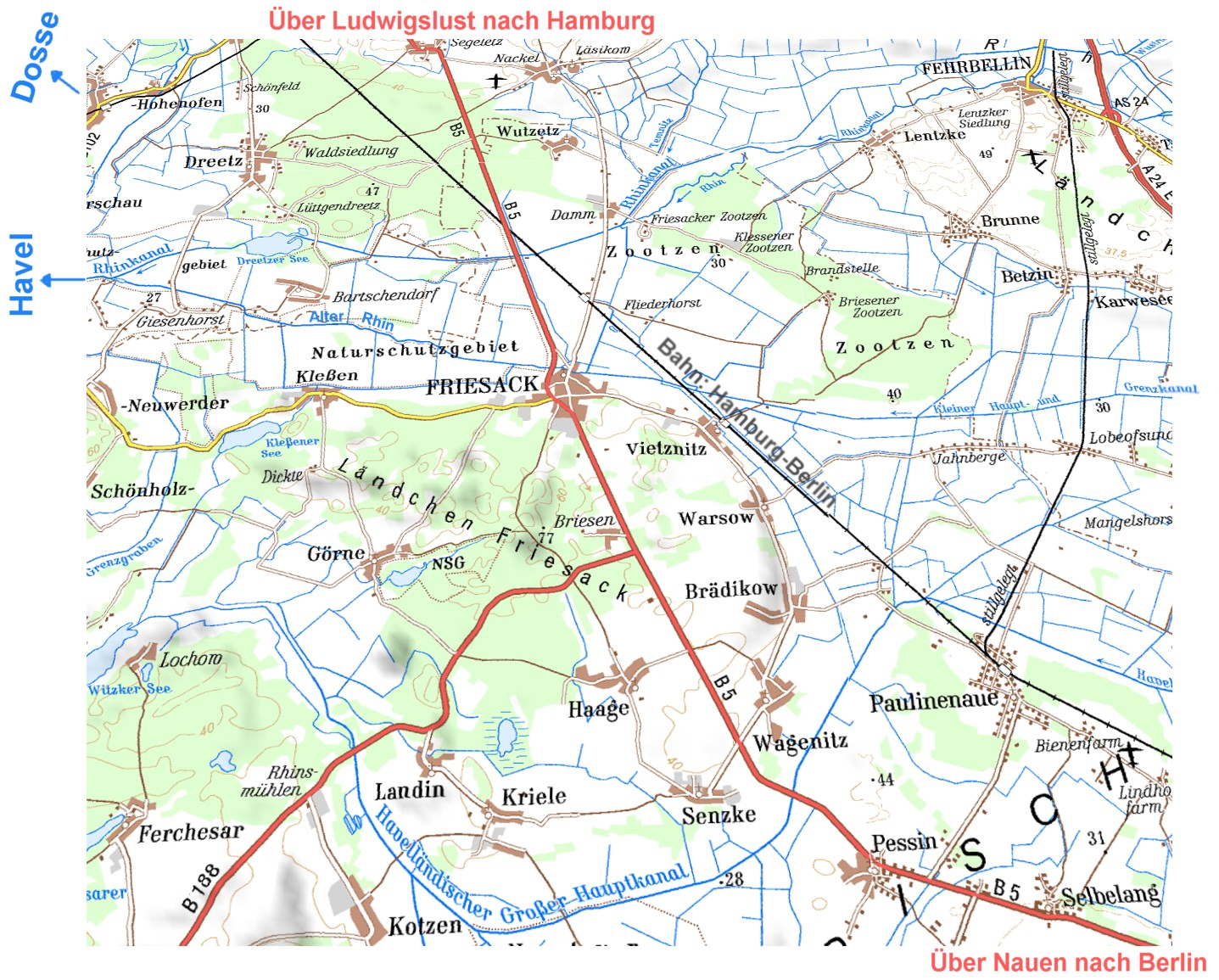
Lage von Haage

Haage ist eine ehemals selbstständige Gemeinde und Ortsteil der Gemeinde Mühlenberge im Landkreis Havelland in Brandenburg.

## Geografie
Haage liegt im Havelland; westlich von Berlin, nördlich der Stadt Brandenburg an der Havel im Bundesland Brandenburg. Seit dem 31. Dezember 2002 ist Haage nicht mehr selbstständige Gemeinde, sondern Ortsteil der Gemeinde Mühlenberge. Mühlenberge ist Teil des Amtes Friesack im Landkreis Havelland. Ortsvorsteher ist Matthias G. Rehder.
Seine Bedeutung hat Haage neben seiner Geschichte auch den forstlichen Aktivitäten und dem Sitz der zuständigen Forstverwaltung zu verdanken. Seine Lage am Rande ausgedehnter Wälder macht das Dorf aktuell zudem zu einem Ort mit hoher Wohnqualität.

## Geschichte
Die älteste Erwähnung Haages geht auf das Jahr 1307 zurück.
Das Herrenhaus der Familie von Bredow wurde 1987 abgerissen.
Am 7. Juli 2007 feierte Haage den 700. Jahrestag seiner ältesten überlieferten Erwähnung mit einem Volksfest.

## Sehenswürdigkeiten

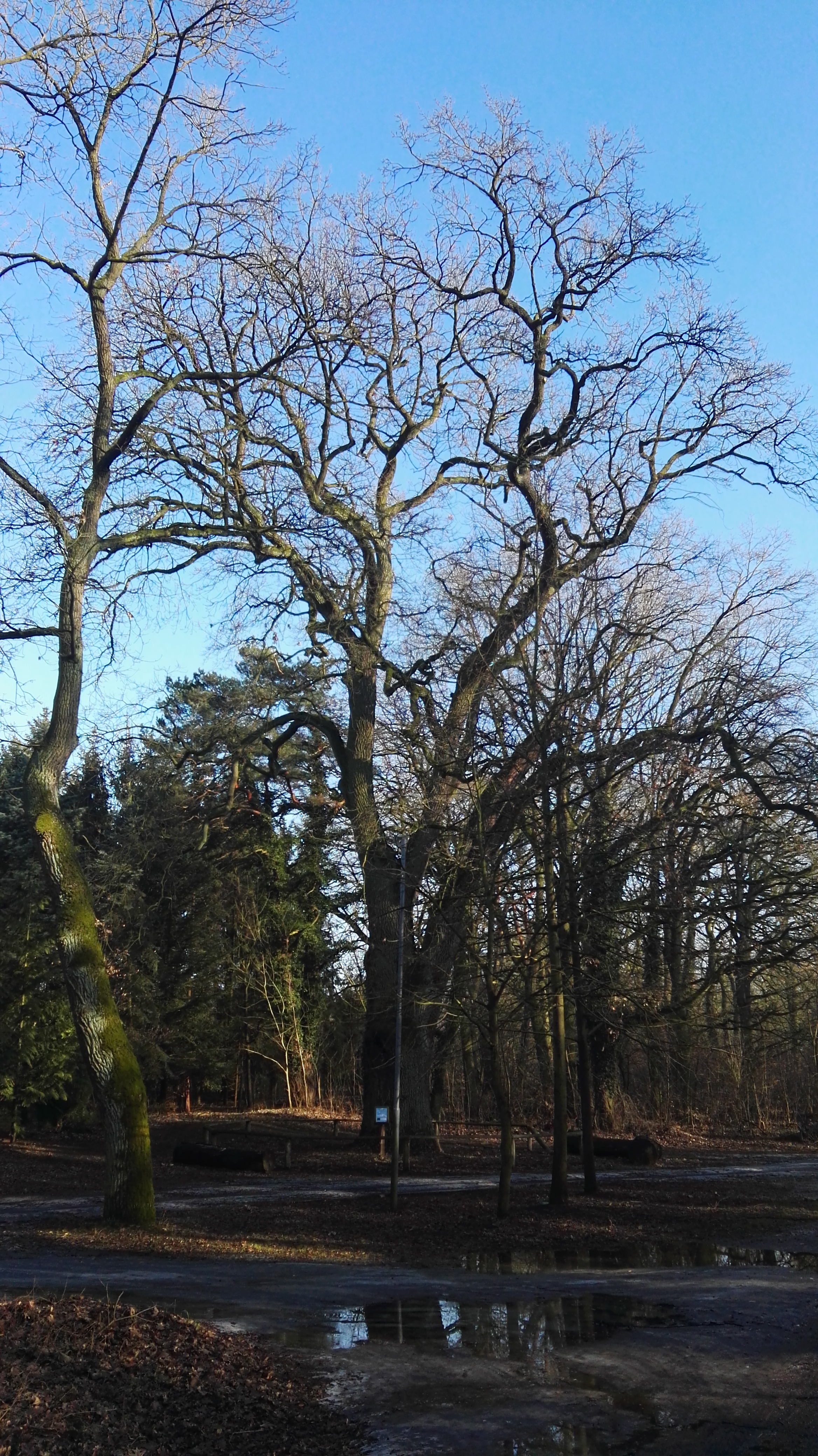
Förstereieiche

- Die Kirche mit ihrer aufwendigen Innenausstattung aus dunklem Eichenholz. Ursprünglich befand sie sich in der Döberitzer Dorfkirche, die von 1712 bis 1713 anstelle des Vorgängerbaus erbaut wurde. Infolge der Räumung des Dorfes gelangte die Innenausstattung zunächst nach Ferbitz und nach dessen Räumung in den 1930er Jahren nach Haage.

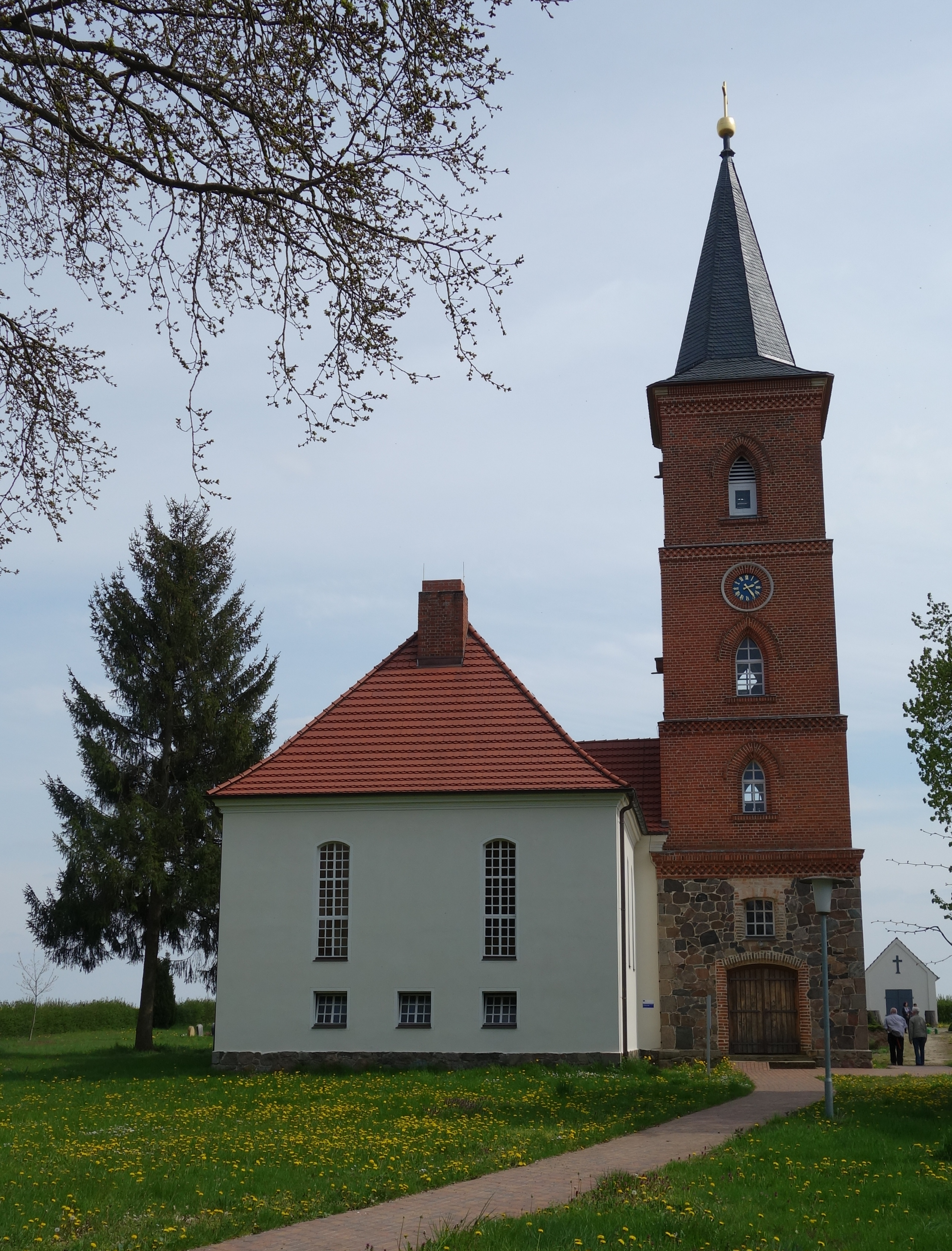
Kirche zu Haage

- In Haage gibt es zahlreiche Naturdenkmale so die über 220 Jahre alte Förstereieiche

## Verkehrsanbindung
Haage liegt nahe der B 5, die vom Ortskern etwa 1,5 Kilometer entfernt verläuft.
Vom 2. April 1900 bis zum 1. April 1961 war Haage ein Haltepunkt an der Kreisbahn Rathenow-Senzke-Nauen. 

## Persönlichkeiten
- Über Jahrhunderte übten Angehörige derer von Bredows Einfluss auf die Geschichte Haages aus.